# Dompaire
Dompaire – miejscowość i gmina we Francji, w regionie Grand Est, w departamencie Wogezy.
Według danych na rok 1990 gminę zamieszkiwało 907 osób, a gęstość zaludnienia wynosiła 55 osób/km² (wśród 2335 gmin Lotaryngii Dompaire plasuje się na 396. miejscu pod względem liczby ludności, natomiast pod względem powierzchni na miejscu 284.).